# Liste des évêques de Nacala
La liste des évêques de Nacala recense les noms des évêques qui se sont succédé sur le siège épiscopal de Nacala au Mozambique depuis la création du diocèse de Nacala (en) (Dioecesis Nacalanus), le 11 octobre 1991 par détachement de l'archidiocèse de Nampula. 

## Sont évêques
- 11 octobre 1991 - 25 avril 2018 : Germano Grachane, CM
- depuis le 25 avril 2018 : Alberto Vera Aréjula, OdM

## Sources
- (en) Fiche du diocèse de Nacala sur catholic-hierarchy.org